# 江差の女
『江差の女』（えさしのおんな）は、浅川清道による小説、及びそれを原作としたドラマ化作品である。

## 概要
江差に生まれたお嬢様が貧困にあっても愛ある人生を送る物語。

## TVドラマ
1980年9月29日～12月30日に東海テレビの昼ドラマ枠にて放送された。

### キャスト
- 鈴鹿景子
- 荻島眞一
- 下條アトム
- 宝生あやこ
- 村地弘美

### スタッフ
- 演出:大西博彦、加藤宗弘
- 脚本:浅川清道

### 主題歌
- 歌：松山千春